# Amuri csonttollú
Az amuri csonttollú, de nevezik japán csonttollúnak is (Bombycilla japonica) a madarak osztályának verébalakúak (Passeriformes) rendjébe és a csonttollúfélék (Bombycillidae) családjába tartozó faj.

## Előfordulása
Oroszországban és Kínában fészkel, eljut Japánba és Koreába is.

## Megjelenése
Testhossza 18 centiméter. Világosbarna és a vörösesbarna szín jellemző rá, hasalja sárga. Fején mozgatható tollbóbita van, torka és szemsávja fekete.

## Életmódja
Növényi terméseket és bogyókat eszik, de rovarokkal is táplálkozik, melyeket akár a levegőben is elkap.